# حركة الديمقراطية الاشتراكية
حركة الديمقراطية الاشتراكية (بالفرنسية:Mouvement pour la Démocratie Socialiste) كانت حزبا سياسيا في بوركينا فاسو. برز الحزب عندما انقسمت المجموعة الشيوعية البوركينية في أبريل 1989. وأصبح الحزب من المؤسسين لحزب المؤتمر من أجل الديمقراطية والتقدم الحاكم في فبراير 1996.
قاد الحزب جان مارك بالم وإدريسا زامباليجر.